# Andrew Blowers
Pas d'image ? Cliquez ici

a Compétitions nationales et continentales officielles uniquement.

b Matchs officiels uniquement.
Dernière mise à jour le 7 février 2023.
 Andrew Francis Blowers, né le 27 mars 1975 à Auckland et d’origine samoan, est un joueur de rugby à XV néo-zélandais qui a joué avec les All-Blacks au poste de troisième ligne (1,93 m pour 105 kg). 

## Carrière

### Clubs et Province
Après avoir effectué 44 matchs de Super 12 avec les Blues, il a quitté la Nouvelle-Zélande pour terminer sa carrière dans le championnat anglais. Il a joué d'abord pour les Northampton Saints et est actuellement dans le club de rugby de Bristol.
Il a disputé 24 matchs en Coupe d'Europe de rugby à XV avec les Saints et 8 avec Bristol.

### En équipe nationale
Il a joué avec l'équipe de Nouvelle-Zélande des moins de 21 ans en 1996 et a effectué une tournée avec l'équipe des Samoa en Afrique du Sud, mais sans jouer de test match, par suite il fut éligible pour jouer avec les All-Blacks.
Il a disputé son premier test match le 10 août 1996 contre l'équipe d'Afrique du Sud et disputé son dernier test match le 14 octobre 1999 contre l'équipe d'Italie.
Il a disputé un match de la coupe du monde de rugby 1999.

## Statistiques

### En équipe nationale
De 1996 à 1999, Walter Little compte 11 sélections avec les All-Blacks. Avec les Kiwis, il dispute une Coupe du monde en 1999. Il participe à deux éditions du Tri-nations en 1996 et 1999.

## Palmarès

### En club
- 44 matchs de Super 12
- 45 matchs avec la province d’Auckland

### En équipe nationale
- Quatrième de la Coupe du monde 1999
- Vainqueur du Tri-nations en 1996 et 1999.